# 10大天体
10大天体（じゅうだいてんたい）は、占星術で扱う10の天体。10天体、10大惑星、10惑星とも。占星術で扱う天体の数は流派によってさまざまだが、現代の西洋占星術では10大天体を使うのが主流である。
太陽・月・水星・金星・火星・木星・土星・天王星・海王星・冥王星の10で、古代から世界中の占星術で共通して扱われてきた七曜に、近代に発見された天王星・海王星の2惑星と準惑星である冥王星を加えたものである。冥王星の惑星除外後も、冥王星を10大天体から外そうとする動きは大きくない。

## 占星術で扱う「天体」とは
占星術では、天球上における天体の位置のみを扱う。そのため、天球上に固定された、恒星など太陽系外の天体は天体として扱わない。また、地球から見た天体を扱うため、地球も天体として扱わない。月以外の衛星は、母惑星と方角が同じため、これもまた扱わない。
1930年に冥王星の発見以来、10大天体が標準的に使われてきたが、流派によっては扱われる天体、もしくは天体のように扱われる「占星点」としては次のようなものがある。
- セレス、パラス、ジュノー、ベスタ - 小惑星のうち最初の4つ。セレスは現在では準惑星。
- キロン - 土星と天王星の間に位置する小惑星。
- ドラゴンヘッドとドラゴンテイル - 月の交点。天体ではないが天球上を動く点なので天体と同様に扱える「占星点」である。